# 모토타테촌
모토타테촌(本楯村)은 야마가타현 아쿠미군에 있던 촌이다. 현재의 사카타시의 북서부, 우에쓰 본선의 모토타테역 주변에 해당한다.

## 역사
- 1889년 4월 1일 - 정촌제 시행에 의해 7촌의 구역을 가지고 성립하였다.
- 1954년 12월 1일 - 사카타시에 편입해, 동일 모토타테촌은 폐지되었다.

## 참고문헌
- 角川日本地名大辞典 6 山形県